# Cedrasco
Cedrasco is een gemeente in de Italiaanse provincie Sondrio (regio Lombardije) en telt 476 inwoners (31-12-2004). De oppervlakte bedraagt 14,8 km², de bevolkingsdichtheid is 35 inwoners per km².

## Demografie
Cedrasco telt ongeveer 188 huishoudens. Het aantal inwoners daalde in de periode 1991-2001 met 2,6% volgens cijfers uit de tienjaarlijkse volkstellingen van ISTAT.
| Jaar | Inwoneraantal |
| ---- | ------------- |
| 1991 | 497           |
| 2001 | 484           |

## Geografie
Cedrasco grenst aan de volgende gemeenten: Berbenno di Valtellina, Caiolo, Foppolo (BG), Fusine, Postalesio.